# Вагнер, Анна-Мария
Анна-Мария Вагнер (нем. Anna-Maria Wagner; род. 17 мая 1996) — немецкая дзюдоистка, двукратная чемпионка мира 2021 и 2024 годов, призёр чемпионатов мира и Европы. Участница II Европейских игр 2019 года. Бронзовый призёр Олимпийских игр 2020 в Токио.

## Биография
Анна-Мария Вагнер борется в весовой категории до 78 килограммов. 
На взрослом чемпионате Европы 2018 года, который проходил в Тель-Авиве она в весовой категории до 78 килограммов завоевала бронзовую медаль.
В Минске, в 2019 году, Анна-Мария приняла участие в соревнованиях по дзюдо на II Европейских играх. В весовой категории до 78 килограммов Вагнер уступила в четвертьфинале нидерландской спортсменке Мархинде Веркерк. 
В 2021 году немецкая дзюдоистка стала победительницей двух турниров из серии большого шлема по дзюдо, в Тель-Авиве и Казани.
На чемпионате мира 2021 года, который проходил в Венгрии в Будапеште, в июне, Анна-Мария завоевала золотую медаль в весовой категории до 78 кг, стала чемпионкой мира, победив в финале спортсменку из Франции Мадлен Малонгу.  
Весной 2024 года на предолимпийском чемпионате мира, который состоялся в Объединённых Арабских Эмиратах, Анна-Мария завоевала золотую медаль, в финале победила соперницу из Италии Алисе Белланди.